# Auchenorrhyncha
Auchenorrhyncha Dumeril, 1806 è un raggruppamento sistematico dell'ordine dei Rincoti comprendente esclusivamente insetti fitomizi comunemente conosciuti con i nomi di cicale e cicaline. Dal punto di vista sistematico, gli Auchenorrhycha sono tradizionalmente inquadrati, nella classificazione morfologica, al rango di Sezione all'interno del Sottordine degli Homoptera. Sulla base delle relazioni filogenetiche, dagli anni novanta è stato elevato al rango di sottordine, con l'eliminazione del raggruppamento parafiletico degli Omotteri.

## Morfologia
Gli Auchenorrinchi sono insetti generalmente di piccole o medie dimensioni, con corpo più o meno allungato, talvolta ornato da processi di varia conformazione nel capo o nel torace. Le livree sono in genere poco appariscenti, ma non mancano specie con colorazioni vivaci.
Il capo è metagnato, provvisto di 2 o 3 ocelli ed occhi ben sviluppati. Le antenne sono brevi e filiformi, composte da due articoli basali e da un flagello composto da 5 articoli sempre più brevi passando dal primo al distale. Nei Fulgoroidei è carenato e talvolta prolungato in un vistoso processo. L'apparato boccale è di tipo pungente-succhiante, con rostro ben pronunciato e inserito ventralmente nella parte posteriore del capo. Carattere morfologico fondamentale, che contraddistingue gli Auchenorrinchi dagli Sternorrinchi, è l'inserzione del rostro: negli Auchenorrinchi la base del rostro è visibilmente dislocata davanti alle coxe anteriori.

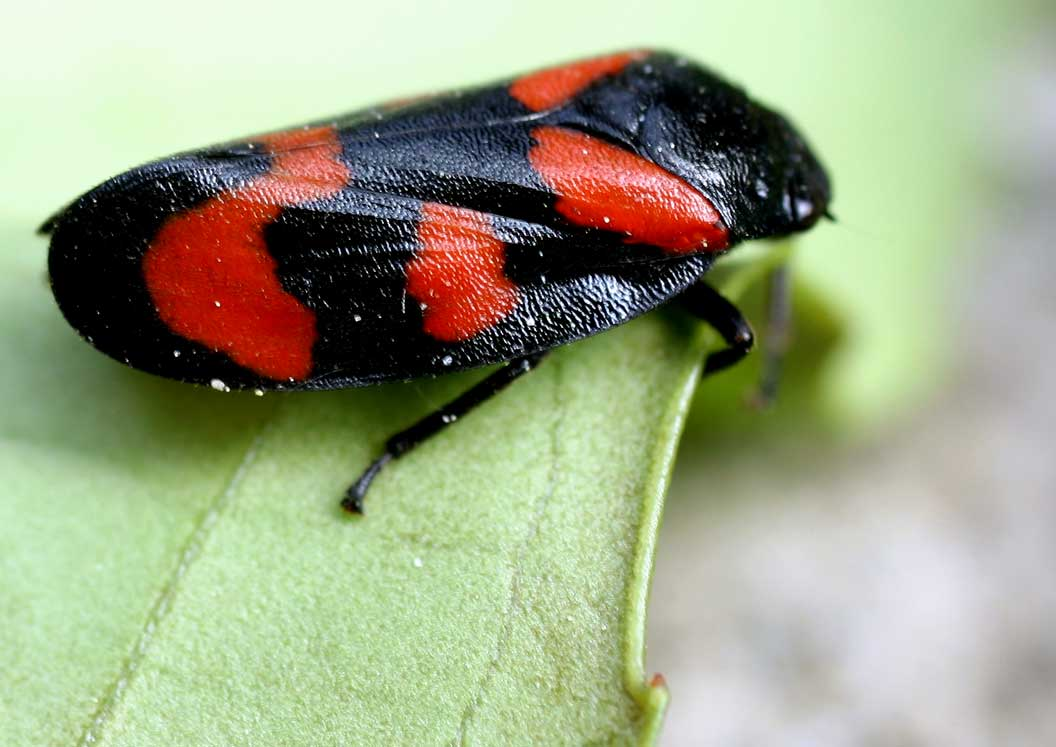
Cercopis vulnerata (Cercopidae).

Il torace mostra il pronoto di varie forme, spesso a forma di collare, ma nei Membracidi può svilupparsi notevolmente e assumere forme curiose, sormontando spesso il capo e il resto del corpo; frequente, in questa famiglia, è la presenza di processi dorsali dalle forme bizzarre. Le ali sono in genere ben sviluppate e percorse da una ricca venatura. Alcune specie sono brachittere. Le anteriori sono interamente membranose (Cicadoidea) oppure leggermente e uniformemente sclerificate e trasformate, perciò, in tegmine. Le zampe sono ben sviluppate e di tipo deambulatorio, le posteriori spesso adattate al salto. Le tibie posteriori sono spesso provviste di denti e speroni. I tarsi sono composti da tre segmenti, altro carattere che distingue gli Auchenorrinchi dagli Sternorrinchi.
Nei Cicadomorfi, l'addome dei maschi è spesso provvisto di un organo sonoro pari e simmetrico ubicato nella zona latero-ventrale del primo urite. La vibrazione della membrana dell'organo sonoro produce un suono ben udibile nel caso delle cicale. Le femmine sono spesso fornite di ovopositore tipico, in grado di causare ferite nei tessuti vegetali e di deporvi le uova.

## Anatomia

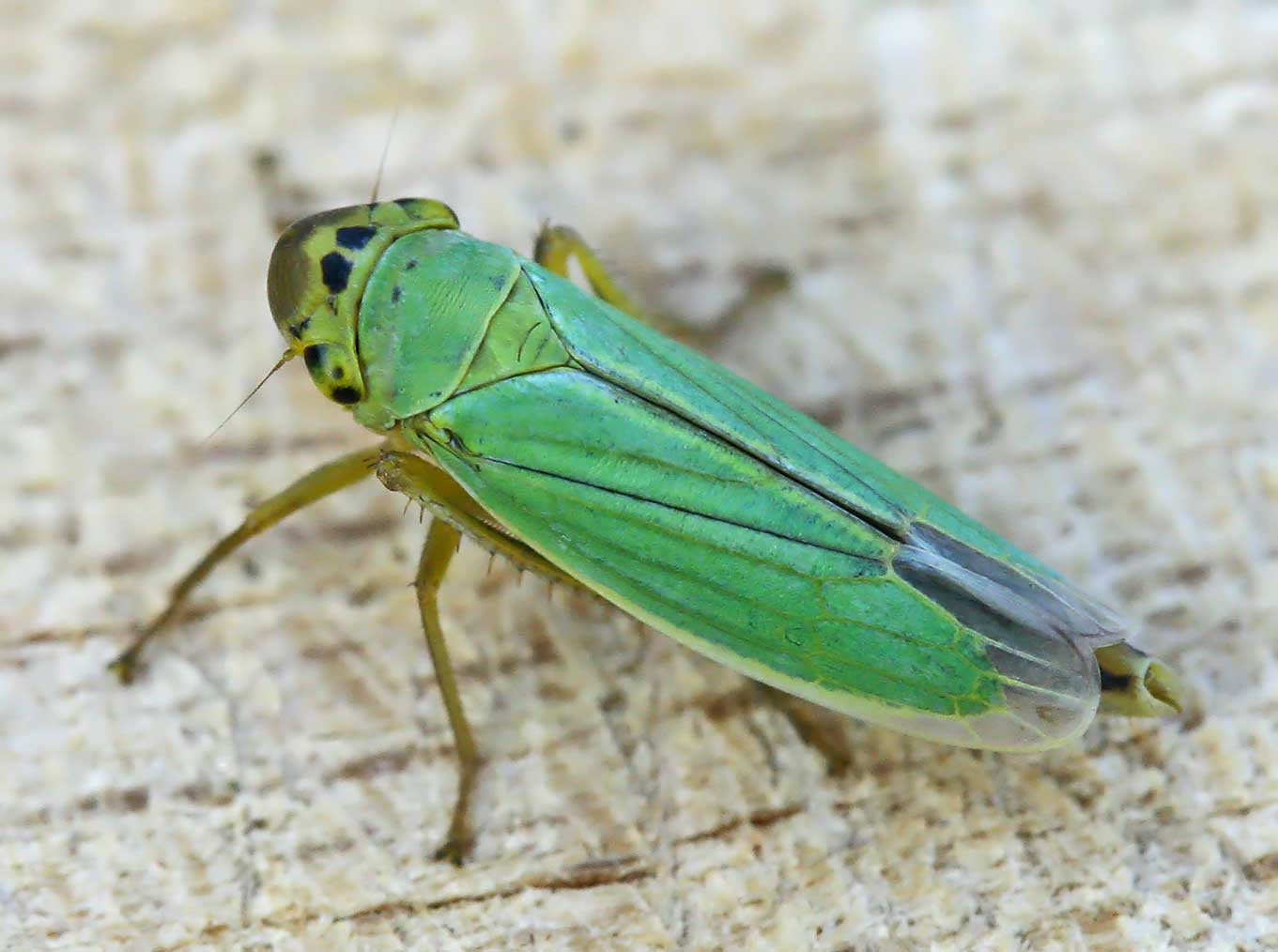
Cicadella viridis (Cicadellidae).

Nella generalità degli Auchenorrinchi, l'apparato digerente dispone della camera filtrante, un organo formato da una deviazione del mesentero in modo che il tratto finale entri in rapporto istologico e fisiologico con il tratto iniziale, permettendo così la deviazione della maggior parte dell'acqua e degli zuccheri assunti verso il proctodeo. La camera filtrante ha struttura anatomica e funzionamenti differenti nei vari gruppi sistematici.
Alcuni auchenorrinchi dispongono di ghiandole ceripare tegumentali, in grado di secernere la cera.

## Biologia
Gli Auchenorrinchi sono ovipari e si riproducono per anfigonia. Le uova sono deposte sulla superficie dei vegetali oppure infisse nelle ferite praticate con l'ovopositore nei tessuti vegetali. Sono insetti paurometaboli, ma nei Cicadidi lo sviluppo postembrionale si può definire come una forma di emimetabolia, in quanto gli stadi giovanili vivono nel terreno a spese delle radici.
Si alimentano a spese di linfa prelevata dal floema, ma si conoscono anche specie micetofaghe. Tutti gli Auchenorrinchi producono melata, che tende ad accumularsi in rapporto al grado di infestazione.

## Interesse agrario

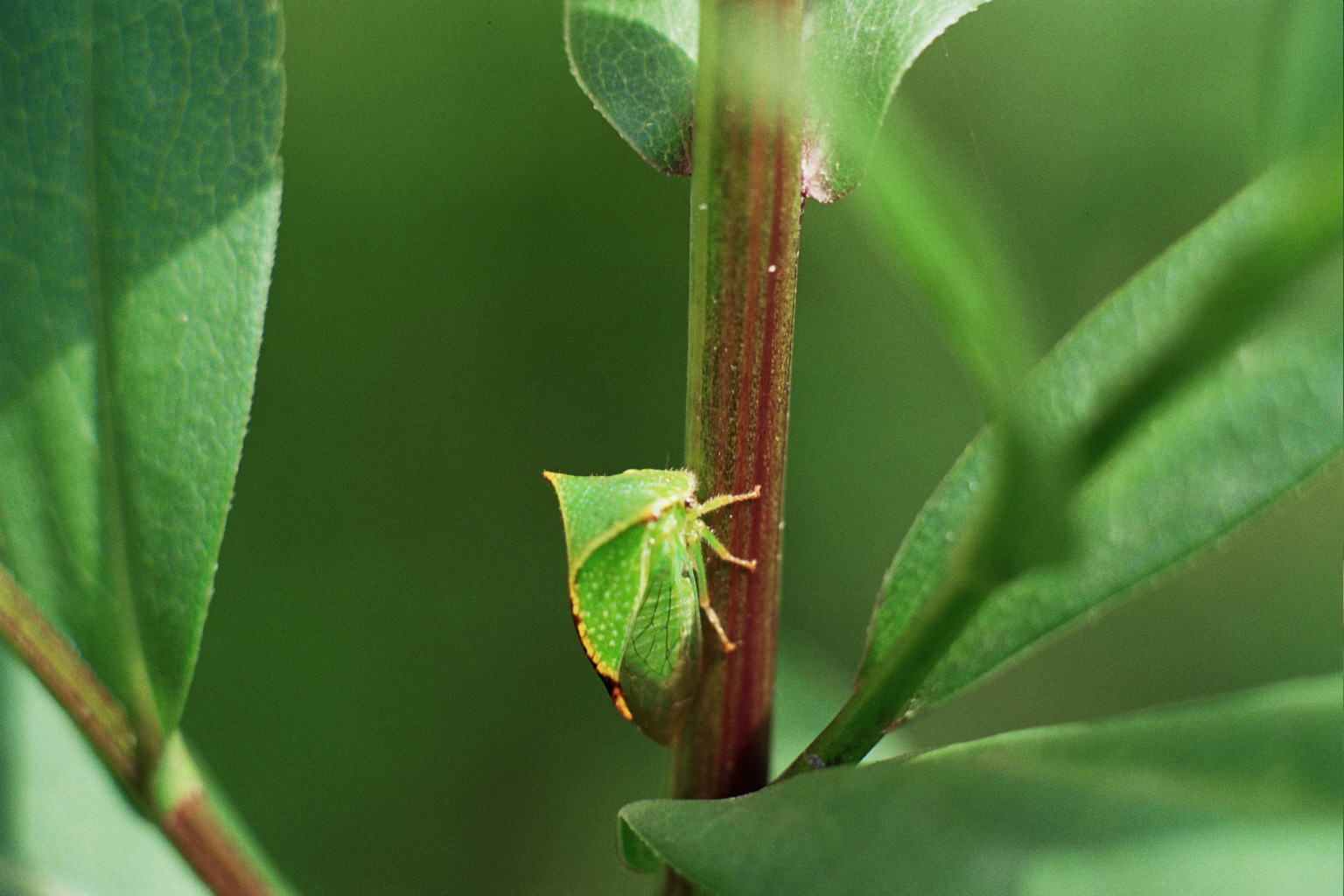
Stictocephala bisonia (Membracidae).

L'importanza agraria degli Auchenorrinchi è associata al loro regime dietetico: con le punture, l'immissione della saliva, la sottrazione della linfa, questi insetti causano danni che si identificano per lo più con una riduzione della produzione, la comparsa di decolorazioni, deformazioni e arresto di crescita a carico di giovani germogli, fiori e frutticini. Fra gli altri danni vanno segnalate anche le ferite provocate dall'ovopositore.
L'entità dei danni dipende dal grado delle infestazioni. Gli Auchenorrinchi hanno una minore tendenza al gregarismo, rispetto agli Sternorrinchi, e causano perciò nella generalità dei casi danni più lievi. Diverse specie costituiscono però un possibile fattore di rischio per le colture al punto da rientrare fra i principali fitofagi. Va inoltre considerato il fatto che diversi auchenorrinchi sono vettori di virus fitopatogeni. Nelle zone temperate gli auchenorrinchi più problematici fanno capo alle famiglie dei Cicadellidi, dei Tiflocibidi, dei Delfacidi, dei Flatidi e dei Cercopidi.

## Sistematica

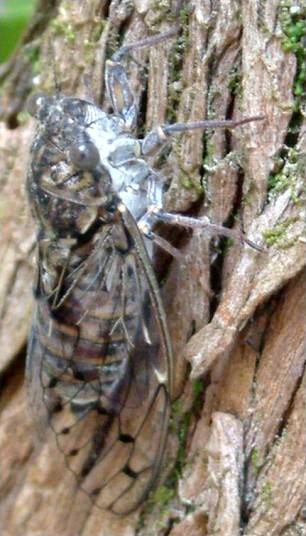
Cicada orni (Cicadidae).

La tradizionale classificazione morfologica dei Rincoti, con la suddivisione nei sottordini degli Eterotteri e degli Omotteri, è ancora diffusa nell'ambito dell'Entomologia applicata. Secondo questo schema, gli Auchenorrinchi sono inquadrati al rango di Sezione.
Questa classificazione è però obsoleta e il gruppo è inquadrato al rango di sottordine dell'ordine dei Rincoti dagli inizi degli anni novanta, quando sulla base delle relazioni filogenetiche CARVER et al. proposero lo scorporo del raggruppamento parafiletico degli Omotteri in più sottordini.
Il sottordine degli Auchenorrhyncha è risultato essere un raggruppamento parafiletico. Sulla base di questa acquisizione, si propone un'ulteriore revisione scorporando gli Auchenorrinchi in due raggruppamenti da elevare al rango di sottordine: Archaeorrhyncha, corrispondente all'infraordine dei Fulgoromorpha, e Clypeorrhyncha, corrispondente all'infraordine dei Cicadomorpha. Questa revisione non è però condivisa unanimemente.
La tassonomia interna più largamente accettata, attualmente, suddivide gli Auchenorrinchi in due infraordini, a loro volta suddivisi in superfamiglie. Questa suddivisione corrisponde in parte alla vecchia tassonomia, che individuava tre divisioni, scorporando dai Cicadomorpha gli Jassidomorpha.
Il quadro complessivo è il seguente:
- Infraordine Fulgoromorpha. Comprende una sola superfamiglia:
  - Fulgoroidea, con 20 famiglie (Acanaloniidae, Achilidae, Achilixiidae, Cixiidae, Delphacidae, Derbidae, Dictyopharidae, Eurybrachyidae, Flatidae, Fulgoridae, Gengidae, Hypochthonellidae, Issidae, Kinnaridae, Lophopidae, Meenoplidae, Nogodinidae, Ricaniidae, Tettigometridae, Tropiduchidae)
- Infraordine Cicadomorpha. Comprende tre superfamiglie:
  - Cercopoidea, con cinque famiglie (Aphrophoridae, Cercopidae, Clastopteridae, Epipygidae, Machaerotidae)
  - Cicadoidea, con due famiglie (Cicadidae, Tettigarctidae)
  - Membracoidea, con cinque famiglie (Aetalionidae, Cicadellidae, Melizoderidae, Membracidae, Myerslopiidae)